# Hana Heřmánková
Hana Heřmánková, rozená Hana Vávrová (* 1. března 1963 Praha) je česká moderátorka, bývalá TV hlasatelka, herečka a divadelní manažerka Divadla Bez zábradlí a Městského divadla v Karlových Varech. 
Do doby, než se Haně Heřmánkové narodili synové, pracovala jako hlasatelka, uváděla i pořady, které se natáčely. Pracovala jako moderátorka rozhlasové stanice Frekvence 1 v pořadech pro ženy, hrála i ve filmu. Dělala přímé přenosy i velké pořady, koncerty, moderovala televizního Silvestra. V roce 1992 se stala držitelkou ceny diváků TýTý v kategorii nejoblíbenější televizní hlasatel.
V současné době[kdy?] se kromě povinností manažerky dvou divadel a matky tří dětí věnuje i televiznímu pořadu pro ženy Sama doma, kde se střídá s ostatními TV moderátorkami. Je členkou správní rady nadačního fondu Slunce, který pomáhá mentálně postiženým dětem a dospělým. Je ředitelkou Festivalu slovenského divadla, který je uváděn každoročně právě v divadle Bez zábradlí.

## Rodina
S manželem, hercem Karlem Heřmánkem, má tři syny.
Hana Heřmánková měla sestru Danu Vávrovou (9. srpna 1967, Praha – 5. února 2009, Mnichov), která je známá jako Leontýnka z filmu Ať žijí duchové! Dana se provdala do Německa, kde hrála hlavně ve filmech svého muže.